# La esclava Isaura (telenovela de 1976)
La esclava Isaura (en portugués: Escrava Isaura) es una telenovela brasileña emitida y producida por Rede Globo entre el 11 de octubre de 1976 y el 5 de febrero de 1977. Es una adaptación del libro A Escrava Isaura de 1875,  de Bernardo Guimarães. El guion de la telenovela fue escrito por Gilberto Braga, con la dirección de Herval Rossano y Milton Gonçalves.
Fue protagonizada por Lucélia Santos y Edwin Luisi, con las participaciones antagónicas de  Rubens de Falco, Léa Garcia y el primer actor  Gilberto Martinho, cuenta con las actuaciones estelares de Norma Blum, Carlos Duval, Átila Iório y los primeros actores Dary Reis, Zeni Pereira y Beatriz Lyra y con la actuación especial de Roberto Pirillo.

## Sinopsis
Isaura es una esclava mestiza, huérfana desde su nacimiento. Su madre, una mulata, fue sirvienta de la hacienda donde ella nació y siempre vivió. La joven siempre recibió el amparo de su ama, doña Ester, que la estima como una hija pero es despreciada por su amo el comendador Almeida. De temperamento dócil, ella sueña conquistar su libertad, principalmente después de conocer al joven Tobías, dueño de tierras vecinas que también se enamora de ella. En el camino de los dos está Leoncio, el único hijo del comendador Almeida, de carácter mezquino y cruel.
El comendador Almeida promete escribir carta de libertad para Isaura, pero los amos Almeida mueren antes de que eso ocurra y ella queda sola a merced de Leoncio. Pensando que Isaura es una presa fácil para sus caprichos, él la persigue insistentemente. Para eso comete un crimen, incendiando la cabaña donde estaba su esposa Malvina y Tobías, quienes mueren carbonizados. Leoncio obliga a Isaura a salir de la casa por no complacerlo y la manda a las barracas, y la pone a cargar caña de azúcar y hasta es amenazada con azotes de látigo. 
Isaura intenta superar el dolor por la pérdida de su amor y con la ayuda de amigos, se fuga de la hacienda asumiendo otra identidad, Elvira. Lejos de la maldad de Leoncio, ella se establece en otra región y conoce al abolicionista Álvaro. Ellos se enamoran, pero en una fiesta de gala ella es desenmascarada y obligada a regresar a su amo. Con el tiempo, Álvaro descubre que Leoncio está quebrado y arrienda todos sus bienes incluyendo a Isaura. Desesperado por su embargo y su bancarrota, Leoncio se suicida con un tiro. Luego de que Álvaro le entrega la carta de  libertad a Isaura, los dos se casan, la novela termina en una fiesta que se realizan a ambos.

## Reparto
| Actor/Actriz        | Personaje                                       |
| ------------------- | ----------------------------------------------- |
| Lucélia Santos      | Isaura dos Anjos / Elvira                       |
| Rubens de Falco     | Leôncio Correia de Almeida                      |
| Edwin Luisi         | Álvaro Santana dos Santos                       |
| Léa Garcia          | Rosa                                            |
| Gilberto Martinho   | Horácio Correia de Almeida (Comendador Almeida) |
| Roberto Pirillo     | Tobias Paes Vidal                               |
| Norma Blum          | Malvina Fontoura                                |
| Mário Cardoso       | Henrique                                        |
| Haroldo de Oliveira | André                                           |
| Isaac Bardavid      | José Francisco (Seu Chico)                      |
| Zeni Pereira        | Januária                                        |
| Beatriz Lyra        | Señora Ester de Almeida                         |
| Átila Iório         | Miguel / Anselmo                                |
| Elisa Fernandes     | Taís                                            |
| Dary Reis           | Conselheiro Fontoura                            |
| Maria das Graças    | Santa                                           |
| Ângela Leal         | Carmem                                          |
| Ítalo Rossi         | José                                            |
| Francisco Dantas    | Sr. Matoso                                      |
| Myrian Rios         | Ana Matoso (Aninha)                             |
| Carlos Duval        | Beltrão                                         |
| André Valli         | Martinho                                        |
| Clarisse Abujamra   | Lúcia                                           |
| José María Monteiro | Capitão Andrade                                 |
| Gilda Sarmento      | Carolina                                        |
| Ary Coslov          | Geraldo                                         |
| Neuza Borges        | Rita                                            |
| Edyr de Castro      | Ana                                             |
| Mário Polimeno      | Palhares Tião                                   |

### Participaciones especiales
| Ator/Atriz         | Personagem                |
| ------------------ | ------------------------- |
| Lady Francisco     | Juliana dos Anjos         |
| Amíris Veronese    | Alba                      |
| Ana Maria Grova    | Eneida                    |
| Almeida Santos     | Jaime                     |
| Aguinaldo Rocha    | Dr. Alceu Dias Bernardes  |
| Henriette Morineau | Madame Madeleine Besançon |
| Marcos Frota       | Eurípedes                 |
| Nena Ainhoren      | Lucíola                   |
| Mário Polimeno     | Palhares                  |
| Marlene Figueiró   | Leonor                    |
| Alexandre Lambert  | Geraldo                   |
| Joyce de Oliveira  |                           |
| Dudu Moraes        |                           |
| Joel Silva         |                           |
| Hilda Reis         |                           |
| Ana Lúcia Torre    |                           |
| Lídia Iório        | Isaura (joven)            |
| Janser Barreto     | Leôncio (joven)           |

## Producción
La telenovela se ambientó en la ciudad de Conservatória y en granjas de la región de Vassouras, en el interior del estado de Río de Janeiro. Debido al incendio que destruyó las instalaciones de Globo en junio de 1976, las escenas interiores se grabaron en los estudios de TV Educativa y Herbert Richers.

## Emisión
La telenovela fue un gran éxito, en Brasil y en el extranjero, llegando a los países del entonces bloque comunista. En Puerto Rico la telenovela se estrenó por la cadena televisiva estadounidense-puertorriqueña WKAQ Telemundo de Puerto Rico. En Cuba, por ejemplo, el racionamiento de energía se suspendió incluso para que los espectadores no se perdieran los capítulos. En China, Lucélia Santos ganó el Premio Águila de Oro, con aproximadamente 300 millones de votos – fue la primera vez que una actriz extranjera recibió un premio en el país. La esclava Isaura fue la responsable de la exitosa venta de la versión del libro de Bernardo Guimarães al público chino y también superó las expectativas en Polonia. La palabra «granja», que antes no existía en ruso, entró en el diccionario debido a la telenovela. A finales de 1985, La esclava Isaura ya había sido vendido a 27 países. La actriz Lucélia Santos los visitó a todos y recibió varios premios, como el Latín de Oro, otorgado por la Radio y Televisión de Caracas en Venezuela. Fue transmitido siete veces en Francia, cinco en Alemania y tres en Suiza y ha llegado a países africanos como el Congo, el Gabón, Ghana y Zimbabue. En España fue la primera telenovela emitida por Televisión de Galicia en su inauguración con doblaje en gallego. Es la quinta en el ranking de los programas más vendidos en el extranjero por Globo, en el total fue 104 países. En Chile fue emitida por Teleonce en 1980 y en 1995 por Canal 13 y el año 1999 por La red.

## Banda sonora
La banda sonora de la telenovela compuesta por canciones inéditas que recordaban antiguas melodías asociadas al tema de la esclavitud. La excepción fue «Banzo», del maestro Eckel Tavares, grabado por el grupo Os Tincoãs.
- «Prisioneira»
Compositores: Paulo César Pinheiro y João Mello
Intérprete: Elizeth Cardoso
- «Amor Sem Medo»
Compositores: Francis Hime y Paulo César Pinheiro
Intérprete: Francis Hime
- «Retirantes»
Compositores: Jorge Amado y Dorival Caymmi
Intérprete: Dorival Caymmi
- «Nanã»
Compositores: Moacyr Santos/ Mário Telles
Intérprete: Orquestra Som Livre
- «Banzo»
Compositor: Hekel Tavares
Intérprete: Os Tincoãs
- «Mãe Preta»
Compositores: Caco Velho y Piratini
Intérprete: Coral Som Livre